# Chiara Scholl
Chiara "ChiChi" Scholl (ur. 5 lipca 1992) – amerykańska tenisistka.
Pierwszy kontakt z zawodowym tenisem miała w wieku piętnastu lat, w 2007 roku, biorąc udział w kwalifikacjach do niewielkich turniejów rangi ITF. Po raz pierwszy w turnieju głównym wystąpiła w maju 2008 roku, na turnieju w Sumter w Karolinie Południowej. Zagrała tam dzięki dzikiej karcie, przyznanej przez organizatorów, ale odpadła już w pierwszej rundzie. Pod koniec roku, na turnieju w Saint Louis wygrała swój pierwszy mecz w karierze, pokonując w pierwszej rundzie rodaczkę Natalie Frazier. W 2009 roku kontynuowała grę w zawodach ITF, ale bez większych sukcesów. W lipcu 2010 roku osiągnęła finał turnieju w Evansville, przegrywając w nim z Wenezuelką Gabrielą Paz.
Przełomowym rokiem w karierze okazał się rok 2011. W czerwcu odniosła podwójny sukces, zwyciężając na turnieju w El Paso (25 000 $) zarówno w grze pojedynczej, jak i podwójnej. Pokonała tam w finale singla Słowenkę Petrę Rampre a finale debla, w parze z Ukrainką Aljoną Sotnikową, parę amerykańską Amanda Fink / Yasmin Schnack. Miesiąc później powtórzyła swój wyczyn, ponownie podwójnie wygrywając turniej, tym razem w Lexington (50 000 $). W drodze do finału gry pojedynczej pokonała między innymi takie zawodniczki jak: Melinda Czink czy Tetiana Łużanśka, a w finale Amandę Fink.
Sukcesy w rozgrywkach ITF pozwoliły jej na awans do drugiej setki światowego rankingu WTA, w lipcu 2011 roku.

## Wygrane turnieje rangi ITF
| turnieje z pulą nagród 100 000 $ |
| turnieje z pulą nagród 75 000 $  |
| turnieje z pulą nagród 50 000 $  |
| turnieje z pulą nagród 25 000 $  |
| turnieje z pulą nagród 15 000 $  |
| turnieje z pulą nagród 10 000 $  |

### Gra pojedyncza
|     | Data       | Turniej       | Kat. | ($)    | Naw.   | Finalistka            | Wynik               |
| 1.  | 12/06/2011 | El Paso       | ITF  | 25 000 | twarda | Petra Rampre          | 7:5, 7:5            |
| 2.  | 24/07/2011 | Lexington     | ITF  | 50 000 | twarda | Amanda Fink           | 6:1, 6:1            |
| 3.  | 24/07/2016 | Saint-Gervais | ITF  | 10 000 | ziemna | Constance Sibille     | 6:2, 6:2            |
| 4.  | 28/08/2016 | Rotterdam     | ITF  | 10 000 | ziemna | Karen Barritza        | 7:6(4), 5:7, 7:6(8) |
| 5.  | 04/09/2016 | Schoonhoven   | ITF  | 10 000 | ziemna | Chloé Paquet          | 6:1, 6:4            |
| 6.  | 11/09/2016 | Engis         | ITF  | 10 000 | ziemna | Deborah Kerfs         | 6:1, 6:0            |
| 7.  | 20/08/2017 | Oldenzaal     | ITF  | 15 000 | ziemna | Albina Khabibulina    | 6:1, 6:1            |
| 8.  | 07/10/2017 | Pula          | ITF  | 25 000 | ziemna | Michaela Honcova      | 6:1, 4:6, 6:1       |
| 9.  | 10/12/2017 | Santiago      | ITF  | 25 000 | ziemna | Marcela Zacarias      | 6:3, 6:2            |
| 10. | 15/12/2019 | Heraklion     | ITF  | 15 000 | ziemna | Oleksandra Oliynykova | 6:2, 5:7, 6:1       |
| 11. | 06/02/2022 | Monastyr      | ITF  | 15 000 | twarda | Haruna Arakawa        | 6:2, 6:4            |